# Nati nel 1986/Senza giorno specificato
| Questa pagina contiene informazioni ricavate automaticamente dalle voci biografiche con l'ausilio del template Bio e di un bot. L'aggiornamento è periodico e automatico e ricostruisce completamente la pagina. Se manca una persona in questa lista, sei pregato di non aggiungerla, ma accertati piuttosto che la sua voce biografica contenga il template Bio e che i dati anagrafici siano correttamente compilati. Se il template Bio manca, inseriscilo tu stesso o, in alternativa, metti l'avviso {{tmp\|Bio}} che ne segnala la mancanza. Se i dati riportati sono sbagliati, correggi direttamente la voce biografica; le modifiche saranno visibili in questa lista entro pochi giorni. Per chiarimenti vedi il progetto biografie. La lista contiene solo le 103 persone che sono citate nell'enciclopedia e per le quali è stato implementato correttamente il template Bio. Pagina aggiornata al 18 ago 2025. |

- Hiran Abeysekera, attore singalese
- Noor Abuarafeh, artista palestinese
- Kaouther Adimi, scrittrice algerina
- Corinne Anselmet, ex sciatrice alpina francese
- Eline Arbo, regista teatrale e drammaturga norvegese
- Véronique Archambault-Léger, ex sciatrice alpina canadese
- Ali Barter, cantautrice australiana
- Peri Baumeister, attrice tedesca
- Talia Bennett, modella neozelandese
- Yulia, cantante russa
- Gillain Berry, modella olandese
- Sahar Biniaz, modella iraniana
- Joy-Ann Biscette, modella santaluciana
- Kate Bragg, ex sciatrice alpina e sciatrice freestyle statunitense
- Ola Brown, imprenditrice e medico britannica
- Martina Bühler, ex sciatrice alpina svizzera
- Mafiaboy, hacker canadese
- Alexander Campbell, ex ballerino e direttore artistico australiano
- Christoffer Carlsson, scrittore svedese
- Marjorie Cevallos, modella ecuadoriana
- Yuhui Choe, ballerina sudcoreana
- Tanner Cohen, attore statunitense
- Melanie Cruise, wrestler statunitense
- Katia Cánepa Vega, designer peruviana
- Noé Debré, sceneggiatore francese
- Nilüfer Demir, fotografa turca
- Bieke Depoorter, fotografa belga
- David Donaldson, ex sciatore alpino canadese
- Jan Dundáček, giocatore di football americano ceco
- Irene Dwomoh, modella ghanese
- Alexandrya Evans, modella statunitense
- Matthieu Fayard, giocatore di football americano francese
- Elio Fox, giocatore di poker statunitense
- Rebecca Frecknall, regista teatrale britannica
- Beat Gafner, ex sciatore alpino svizzero
- Maude Garrett, conduttrice televisiva australiana
- Kenny George, ex cestista statunitense
- Mechthild Gläser, scrittrice tedesca
- Grum, disc jockey britannico
- Eka Gurtskaia, modella georgiana
- Gui Haichao, astronauta cinese
- Han Ji-won, sceneggiatore sudcoreano
- Hachalu Hundessa, cantante e attivista etiope († 2020)
- Anton David Jeftha, attore, modello e conduttore televisivo sudafricano
- Dea K'ulumbegashvili, regista e sceneggiatrice georgiana
- Michał Kusiak, astronomo polacco
- Laurie Nunn, sceneggiatrice e drammaturga britannica
- Valerie Lim, modella singaporiana
- Wa Lone, giornalista birmano
- Priscila Machado, modella brasiliana
- Alessandra Marianelli, soprano italiano
- Jilyne McDonald, ex sciatrice alpina statunitense
- S.Pri Noir, rapper francese
- Mikeyla, cantante svedese
- Omar Mohammed, blogger iracheno
- Barbara Moleko, cantante danese
- Arthur Moncla, attore francese
- Kylie Moore-Gilbert, giurista australiana
- Marc Moreau, ballerino francese
- Chloe-Beth Morgan, modella gallese
- Igor Mota, giocatore di football americano e allenatore di football americano brasiliano
- Aaron Nachtailer, artista argentino
- Branden Nadon, attore canadese
- Kate O'Flynn, attrice britannica
- Xander Parish, ballerino britannico
- Matias Peinado, giocatore di football americano argentino
- Estíbaliz Pereira, modella spagnola
- Leonardo Petrucci, pittore italiano
- Lido Pimienta, musicista, cantante e cantautrice canadese
- Antonio Poli, tenore italiano
- Andrej Preston, programmatore sloveno
- Bernat Quintana, attore spagnolo
- Tyler Riggs, modello statunitense
- Jonathan Robert, ex sciatore alpino canadese
- Ruan Jiangao, astronomo cinese
- Römer + Römer, pittore e performance artist tedesco
- Gamon Sakurai, fumettista giapponese
- Matteo Salonia, storico italiano
- Inés San Martín, giornalista argentina
- Daniel Schuhmacher, giocatore di football americano tedesco
- DJ S.I.D., beatmaker svizzero
- Jonas Senoner, ex sciatore alpino e sciatore freestyle italiano
- Léonor Serraille, regista e sceneggiatrice francese
- Clemens Sommerfeld, ex giocatore di football americano tedesco
- Reto Stalder, attore svizzero
- Giuseppe G. Stasi, regista e sceneggiatore italiano
- Joe Swensson, ex sciatore alpino e sciatore freestyle statunitense
- Ramata-Toulaye Sy, regista e sceneggiatrice francese
- Fredrik Söderberg, ex sciatore alpino svedese
- Arnel Taci, attore tedesco
- Pauli Tapio, poeta e traduttore finlandese
- Shaina Taub, compositrice, paroliera e librettista statunitense
- Majid Tavakoli, attivista iraniano
- Sonia Terrab, scrittrice, regista e attivista marocchina
- Jon Tostovin, ex giocatore di football americano australiano
- Domenico Turi, compositore e pianista italiano
- Miika Ullakko, regista, attore e sceneggiatore finlandese
- Jóhanna Vala Jónsdóttir, modella islandese
- Mallory Vale, astronoma statunitense
- Eric Watts, wrestler statunitense
- Zhu Yangzhu, astronauta cinese
- Alice Zeniter, scrittrice e drammaturga francese
- Stéphane de Siebenthal, ex sciatore alpino svizzero